# Aeolagrion philipi
Aeolagrion philipi – gatunek ważki z rodziny łątkowatych (Coenagrionidae).